# Lucien Braun
Pour les articles homonymes, voir Braun.
Lucien Braun, né le 24 février 1923 à Littenheim et mort le 13 mars 2020 à Strasbourg, est un historien français de la philosophie, spécialiste de Paracelse et de l’« histoire de l’histoire de la philosophie ».

## Biographie
Étudiant à l’Université de Strasbourg, Lucien Braun obtient l’agrégation de philosophie en 1952.
Comme Martial Gueroult et en même temps que lui, Lucien Braun a écrit une Histoire de l’histoire de la philosophie. Il s’explique sur cette concomitance à la fin de son Introduction :
« Nous pensons avoir ouvert, par là, le domaine d’une recherche pour laquelle nous ne disposions d’aucun modèle ; car lorsque nous avons entrepris cette étude, en 1961, le sujet était neuf. Il l’est déjà moins aujourd’hui, car des travaux en direction d’une histoire de l’histoire de la philosophie sont annoncés, en Allemagne par L. Geldsetzer et W. Ehrhardt, en France par M. Gueroult. C’est dire que nous participons, en fait, à un souci qui nous dépasse et qui, en tant que tel, fait aussi partie du développement de la discipline. »
Il est président des Presses universitaires de Strasbourg et de l’Université populaire européenne (UPE) de Strasbourg,, et professeur émérite de philosophie à l’Université Marc-Bloch de Strasbourg dont il fut le Président de 1978 à 1983,.
Lucien Braun meurt le 13 mars 2020 à Strasbourg, à l’âge de 97 ans,.

## Distinctions
- Chevalier de la Légion d’honneur
- Officier de l’Ordre national du Mérite
- Commandeur dans l’Ordre des Palmes académiques[11].

## Sélection d’œuvres
- Paracelsus und die Philosophiegeschichte. Eine systematische Betrachtung, 1965.
- Histoire de l’histoire de la philosophie, Paris, Ophrys, Association des publications près les universités de Strasbourg, 1973.
- Paracelse, nature et philosophie, 1981.
- (de) Studia Paracelsica. Grundsätzliche Einführung in Hohenheims Gedankenwelt, 1983.
- Lucien Braun (dir.), Musique et philosophie, Strasbourg, Centre de Documentation en Histoire de la Philosophie, 1987.
- Paracelse, Lausanne - Lucerne, éd. R. Coeckelberghs, 1988.
- Conrad Gesner, Genève, Slatkine, 1990.
- Iconographie et philosophie, Presses universitaires de Strasbourg, (1. Essai de définition d’un champ de recherche, 1994; 2. Commentaires et bibliographies, 1996).
- L’Image de la philosophie. Méconnaissance et reconnaissance, Presses universitaires de Strasbourg, 2005.
- Philosophes et philosophie en représentation : l’iconographie philosophique en question(s), Presses universitaires de Strasbourg, 2010

## Traductions depuis l'allemand
- Martin Heidegger, « La Thèse de Kant sur l’Être » (avec Michel Haar), in Questions II.
- Paracelse, De la magie, trad. Lucien Braun, Presses Universitaires de Strasbourg, 1998.
- Paracelse, De l’alchimie, trad. Lucien Braun, Presses Universitaires de Strasbourg, 2000.
- Paracelse, De l’astrologie, trad. Lucien Braun, Presses Universitaires de Strasbourg, 2002.